# Carlos Betancur
Carlos Alberto Betancur Gomez (ur. 13 października 1989 w Ciudad Bolívar) – kolumbijski kolarz szosowy, zawodnik profesjonalnych grup Acqua & Sapone, AG2R La Mondiale i Movistar Team. Jego najmocniejszą stroną była jazda w górach.

## Najważniejsze osiągnięcia
2009
- 2. miejsce w mistrzostwach świata (do lat 23, start wspólny)

2010
- 1. miejsce w Giro d’Italia U-21 (tzw. Baby Giro)
  - 1. miejsce na 4. i 5. etapie

2011
- 1. miejsce w Giro dell’Emilia
- 9. miejsce w Giro di Lombardia

2012
- 4. miejsce w Giro del Trentino
  - 1. miejsce w klasyfikacji młodzieżowej
- 4. miejsce w Quatre Jours de Dunkerque
- 1. miejsce na 5. etapie Belgium Tour
- 1. miejsce w Trofeo Melinda
- 2. miejsce w Giro di Toscana

2013
- 7. miejsce w Vuelta al País Vasco
- 3. miejsce w La Flèche Wallonne
- 4. miejsce w Liège-Bastogne-Liège
- 5. miejsce w Giro d’Italia
  -  1. miejsce w klasyfikacji młodzieżowej

2014
- 1. miejsce w Paryż-Nicea
  - 1. miejsce na 5. i 6. etapie
  -  1. miejsce w klasyfikacji młodzieżowej
- 1. miejsce w Tour du Haut Var

2016
- 1. miejsce na 1. etapie Vuelta a Castilla y León
- 1. miejsce na 2. etapie Vuelta a Asturias

2018
- 5. miejsce w Grand Prix Miguel Indurain
- 4. miejsce w Klasika Primavera

2019
- 1. miejsce w Klasika Primavera
- 8. miejsce w Tour de Suisse

## Starty w Wielkich Tourach
| Grand Tour | 2011 | 2012 | 2013 | 2014 | 2015 | 2016 | 2017 | 2018 |
| ---------- | ---- | ---- | ---- | ---- | ---- | ---- | ---- | ---- |
| Giro       | 59.  | -    | 5.   | -    | 20.  | DNF  | -    | 15.  |
| Tour       | -    | -    | -    | -    | -    | -    | 18.  | -    |
| Vuelta     | -    | -    | 126. | 158. | -    | -    | DNF  | -    |